# Neosparassus inframaculatus
Neosparassus inframaculatus là một loài nhện trong họ Sparassidae.
Loài này thuộc chi Neosparassus. Neosparassus inframaculatus được Henry Roughton Hogg miêu tả năm 1896.